# Ossilo (figlio di Emone)
Nella mitologia greca,  Ossilo  era il nome di uno dei figli di Emone (a sua volta figlio di Toante) o Andremone.

## Il mito
Ossilo, uno dei discendenti di Etolo e viveva tranquillamente nell'Elide ma un giorno dovette abbandonare la sua terra per cercare di purificarsi. Tale infatti era l'usanza per gli assassini anche se nel suo caso fu un incidente: mentre gareggiava con  il lancio del disco uccise lanciandolo una persona, il fratello Termio.  Nei suoi viaggi giunse al golfo di Corinto, poi compiuto il rito, dopo un anno esatto dalla partenza, durante il ritorno in patria incontra gli eraclidi e ne diventa il capo.

### Il trioculo
Tempo addietro un indovino chiamato Carno aveva predetto ai figli di Eracle che la guerra nel Peloponneso che volevano compiere sarebbe stata un disastro ed Ippote (figlio di Filante) stanco di sentire le sue infauste profezie lo uccise. Le conseguenze furono tragiche: la flotta naufragò e una carestia colpì le truppe. Temeno cercando di risollevare le sorti chiese consiglio all'oracolo che sentenziò che il loro nuovo capo dovesse avere tre occhi. Lo cercarono in ogni luogo fino a quando videro Ossilo a cavallo di un mulo con un occhio solo, apparendo quindi come un trioculo.

### L'impresa
Con un nuovo capo tentarono di nuovo l'impresa fallita più volte:  riuscirono ad uccidere Tisameno, figlio di Oreste e conquistarono parte del territorio, li guidò poi via mare e non attraversò l'istmo a piedi. In cambio di tutti i servigi chiese come ricompensa l'Elide. A questo punto esistono vari racconti che si differiscono: c'è chi ha affermato che gli Eraclidi opposero resistenza a tale ricatto mentre Strabone afferma che ottenne ciò che desiderava e mosse subito guerra agli Epei, il cui comandante era Eleio mentre Pausania afferma che una volta conquistata la terra concesse ai vinti di ritornare. La guerra fu vinta grazie ad una disputa fra soli due guerrieri scelti: Digmeno e Pirecme.

### I successori
Pausania e Strabone differenziano per quanto riguarda gli eventi successivi alla sua morte. Ebbe una moglie, chiamata Pieria dalla quale nacquero due figli Etolo e Laia. Il primo morì giovane e il secondo successe al padre.